# Хаддлстон, Дэвид
Дэвид Уильям Хаддлстон (англ. David Huddlestone; 17 сентября 1930 года — 2 августа 2016 года) — американский актёр. Номинант на премию «Эмми». Известен своими ролями в фильмах «Сверкающие сёдла», «Борцы с преступностью» и «Большой Лебовски».

## Ранние годы
Хаддлстон родился в Винтоне, Виргиния, в семье Исмей Хоуп (урождённой Дули) и Льюиса Мелвина Хаддлстона. Прежде чем поступить в Американскую академию драматического искусства, он некоторое время был офицером ВВС США.

## Карьера
Хаддлстон сделал успешную карьеру в кино и на телевидении. Его дебютной работой в кинематографе стала эпизодическая роль в фильме 1968 года «Прекрасный способ умереть». Он исполнял роли в таких фильмах и сериалах как «Сверкающие сёдла», «Моя жена меня приворожила», «Борцы с преступностью», «Коломбо», «Козерог-1» и других. Его последней работой стала роль Флойда Марли в триллере 2014 года «13-й шкаф».

## Смерть
2 августа 2016 года Хаддлстон умер от болезни сердца и почек в Санта-Фе, Нью-Мексико, в возрасте 85 лет.